# París-Roubaix 1998
La 96.ª París-Roubaix tuvo lugar el 12 de abril de 1998 y fue ganada por el italiano Franco Ballerini. La prueba constó de 266,5 kilómetros y el vencedor llegó con 6h 57' 49" en solitario.

## Clasificación final
| Posición | Ciclista           | Equipo        | Tiempo          |
| -------- | ------------------ | ------------- | --------------- |
| 1        | Franco Ballerini   | Mapei-Bricobi | 6 h 57 min 49 s |
| 2        | Andrea Tafi        | Mapei-Bricobi | + 4 min 16 s    |
| 3        | Wilfried Peeters   | Mapei-Bricobi | + ̟4 min 19 s    |
| 4        | Léon van Bon       | Rabobank      | + 4 min 49 s    |
| 5        | Frédéric Moncassin | Gan           | m.t.            |
| 6        | Rolf Sørensen      | Rabobank      | + 4 min 50 s    |
| 7        | Magnus Bäckstedt   | Gan           | + 4 min 52 s    |
| 8        | Bart Leysen        | Mapei-Bricobi | + 6 min 34 s    |
| 9        | Gianluca Bortolami | Festina       | m.t.            |
| 10       | Henk Vogels        | Gan           | m.t.            |